# Antiquität

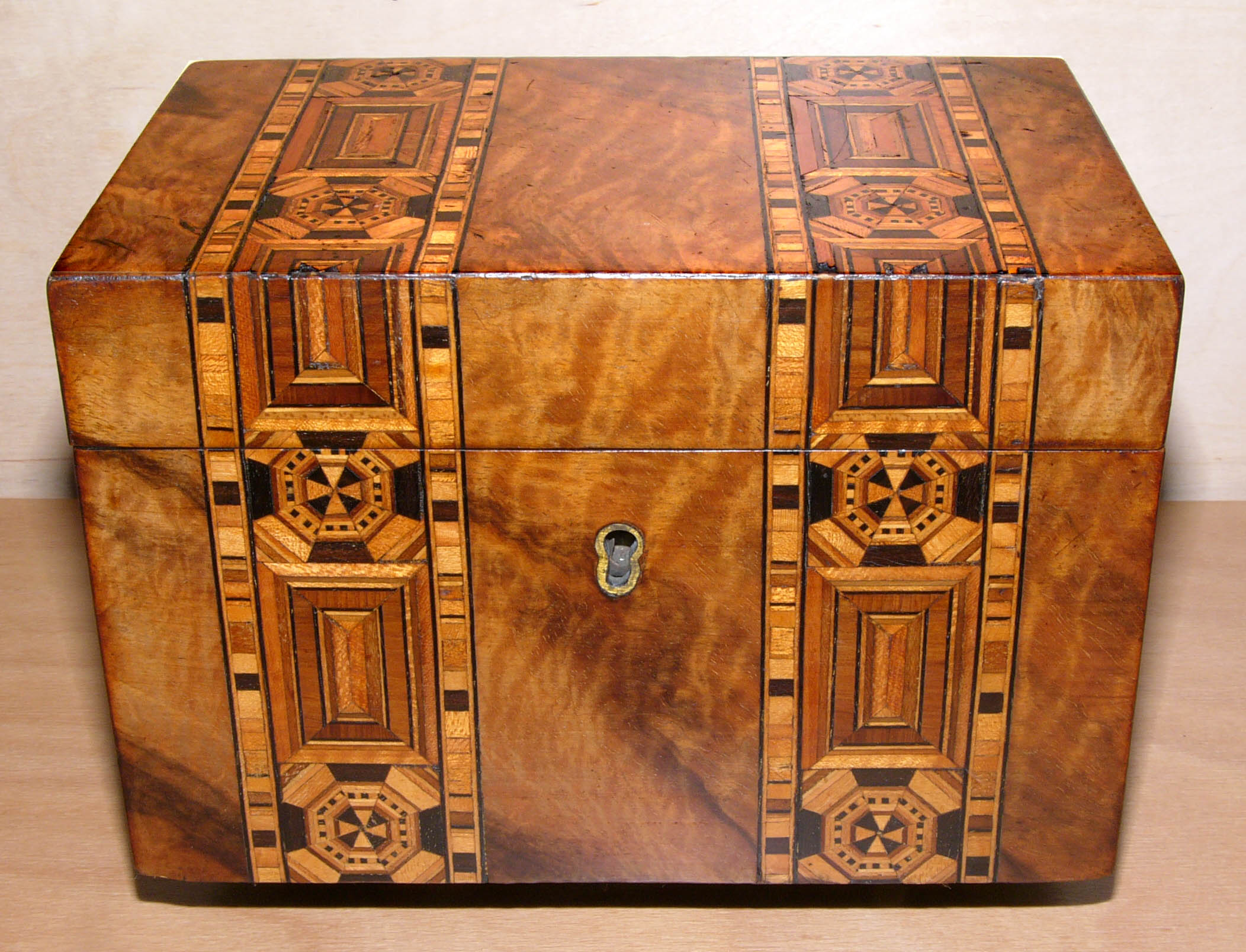
Antiquität, englische Teekiste

Als Antiquitäten (von lateinisch antiquitas ‚Altertum‘; veraltet auch Altertümer) bezeichnet man Gegenstände, meist künstlerischer oder kunsthandwerklicher Art, die in der Regel über 100 Jahre alt sind.

## Allgemeines
Antiquitäten umfassen alle Bereiche menschlichen Lebens von der Antike bis zur Neuzeit. Dabei müssen diese Gegenstände aber nicht zwangsläufig bereits ursprünglich als Sammelobjekte mit entsprechender handwerklicher oder materieller Qualität gedacht gewesen sein (Luxusgüter, Schmuck), auch einfache Gebrauchsgegenstände, Werkzeuge, landwirtschaftliche Geräte, Küchenutensilien usw. können sich im Laufe der Zeit mit entsprechender Seltenheit und Alter zu gesuchten Antiquitäten entwickeln.
Alte Bücher, Schriften, Noten, Zeitungen und Zeitschriften werden als antiquarisch bezeichnet. Kunstgegenstände aus der Antike werden auch Antiken genannt. Hier spricht man von Antikenhandel. Die Bezeichnung Altertümer bezieht sich allgemeiner auf Zeugnisse der Kulturgeschichte (sogenannte Denkmäler) aus dem Altertum.
Um die Anforderung als Antiquität zu erfüllen, hat sich im Antiquitätenhandel für alle Gegenstände das Alter von 100 Jahren etabliert, das aus einer DIN-Norm stammt. Nach DIN 68871 Abschnitt 4.2 (2016-06; „Möbel-Bezeichnungen und deren Anwendung“) müssen antike Möbel mindestens 100 Jahre alt sein und dürfen nachträglich durch Restaurierung nicht wesentlich verändert worden sein. Hierdurch wird sichergestellt, dass ihr kunsthistorischer Wert erhalten bleibt. Diese Anforderungen können auf alle Gebrauchsgegenstände übertragen werden. Diese Definition ist ebenfalls im Zollrecht definiert, wobei hier noch zwischen Antiquitäten über 100 und 250 Jahren unterschieden wird.
Bei Kulturgütern setzt die „Verordnung (EG) Nr. 116/2009 des Rates vom 18. Dezember 2008 über die Ausfuhr von Kulturgütern“ für archäologische Gegenstände und Bestandteile von Kunst- und Baudenkmälern oder religiösen Denkmälern und Büchern im Anhang 1 ebenfalls ein Alter von 100 Jahren voraus. Antik sind danach Archive bei mehr als 50 Jahren, Verkehrsmittel ab 75 Jahren oder sonstige ab 50 Jahren (wie etwa Spielzeug, Teppiche oder Uhrmacherwaren). Grund für diese Einteilung ist, dass die genannten Antiquitäten einem Exportverbot unterliegen und deshalb einer staatlichen Ausfuhrgenehmigung bedürfen.
Abgesehen von diesen Definitionen werden im Antiquitätenhandel aber durchaus auch jüngere Objekte gehandelt, etwa Möbelstücke aus den 1950er und 1960er Jahren, die noch nicht als Antiquitäten gelten.

## Antiquitätenhandel

### Geschichte
Antiquitäten wurden bereits in der Frühzeit und der Antike gehandelt. So umgaben sich etwa die Römer gerne mit Skulpturen aus Griechenland, die große Nachfrage führte auch zur Anfertigung von Kopien. Im Mittelalter sammelten vorrangig Geistliche, Gelehrte oder Adlige alte und seltene Gegenstände und stellten diese in Naturalienkabinetten oder Wunderkammern aus. Neben den eigentlichen Sammlern entwickelte sich der Handel mit Antiquitäten von den Lumpensammlern hin zum modernen Antiquitätenhandel, der sich heute zumeist auf bestimmte Themenbereiche spezialisiert. Beliebt sind Flohmärkte und Auktionen sowie Veranstaltungen wie Münzenbörsen oder TV-Sendungen wie Bares für Rares oder Kunst und Krempel.

### Wertentwicklung

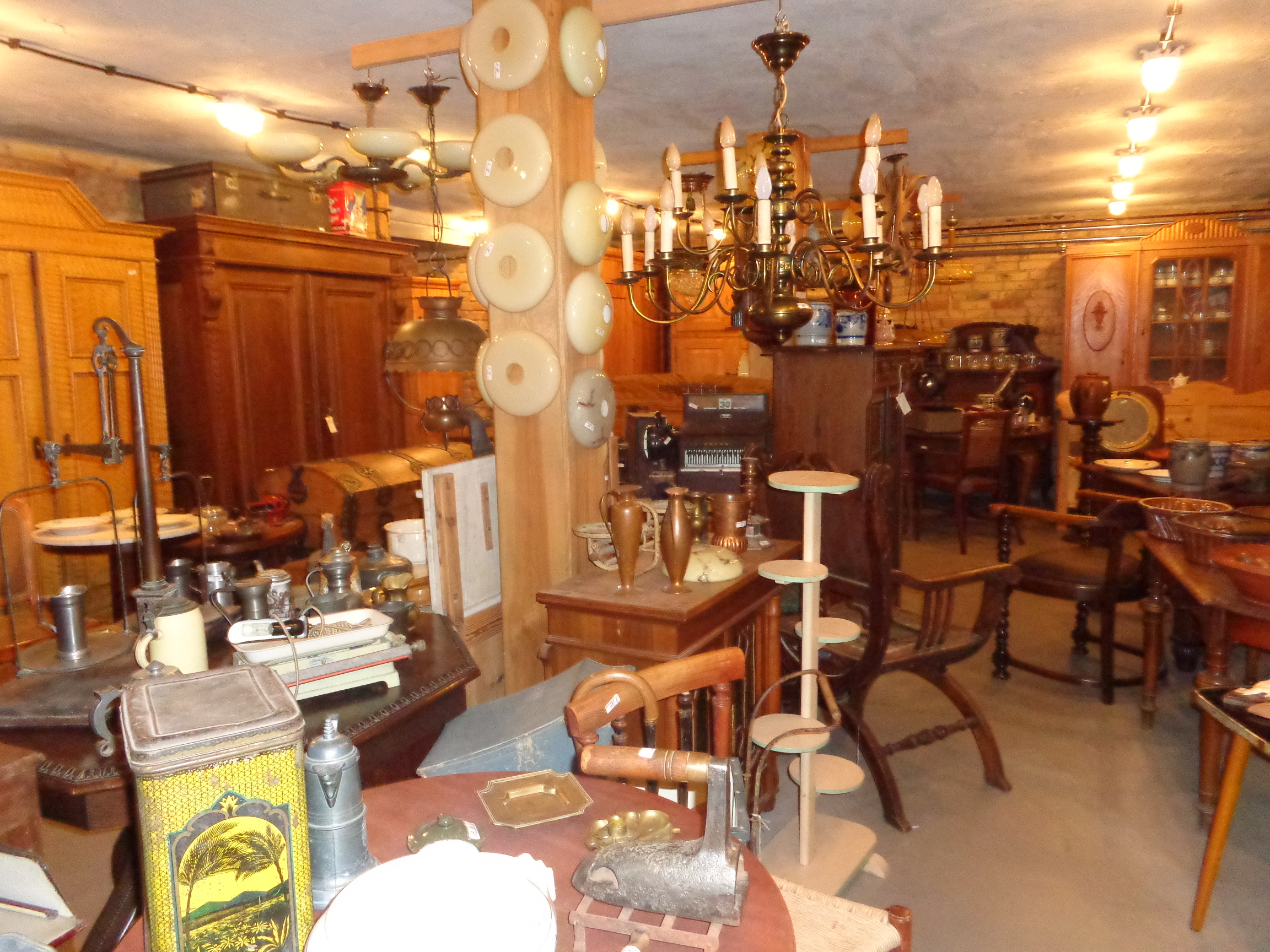
Altmöbel

Bei Kunstwerken (Gemälde, Plastiken usw.) gibt es einen fließenden Übergang zwischen alter Kunst- und Antiquitätenhandel. Antiquitäten erzielen auf Auktionen oft einen hohen Verkaufspreis, der mit dem Alter, dem Erhaltungszustand und Seltenheitswert steigt. Hinzu kommt, dass die Objekte oft sehr hochwertig hergestellt wurden (meist in Handarbeit) oder aus heute teuren Materialien (z. B. massive Edelhölzer bei Möbeln) bestehen.
Innerhalb gewisser Grenzen werden die Preise allerdings auch durch die Mode beeinflusst, indem gerade beliebte Objekte höhere Preise erzielen. So waren in den 1970er und 1980er Jahren Bauernmöbel sehr begehrt, werden heute aber zu deutlich niedrigeren Preisen gehandelt. Dagegen waren 2017 Designklassiker extrem begehrt und werden entsprechend hoch bezahlt. Auch praktische Aspekte spielen bei der Preisbildung eine Rolle: Objekte, die nur schwer in einer normalen Wohnung untergebracht werden können (z. B. ungewöhnlich hohe Möbel) sind schwerer verkäuflich. Demnach sind Antiquitäten als Investitionsobjekte von der künftigen Marktentwicklung abhängig, die nur schwer einzuschätzen ist. Darüber hinaus ist eine entsprechende Sachkenntnis erforderlich um Alter, Originalität und Herkunft richtig einschätzen zu können.
Zu den bekanntesten internationalen Auktionshäusern gehören Sotheby’s und Christie’s.

### Handelsbeschränkungen
Je nach Herkunft sind einige Antiquitäten nicht für den freien Handel zugelassen (sog. res extra commercium), wenn sie aufgrund geltender Gesetze besonders geschützt sind; dies gilt vor allem für Gegenstände aus der Antike und solche, die von Ausgrabungsstätten stammen. In Deutschland sind Kulturgüter nicht generell dem Handel entzogen. Der Export von Kulturgütern mit nationaler Bedeutung bedarf nach dem Kulturgutschutzgesetz jedoch einer Genehmigung, die unter Umständen versagt werden kann. Auch Gegenstände, für deren Herstellung Materialien aus heute geschützten Tierarten nach dem Washingtoner Artenschutzübereinkommen verwendet wurden (z. B. Schildpatt oder Elfenbein) unterliegen bestimmten Handelsbeschränkungen, wobei der Handel gestattet werden kann, wenn nachgewiesen wird, dass die Objekte vor 1947 hergestellt wurden.

### Fälschungen
Da mit zunehmendem Alter die Antiquitäten seltener werden und somit die Preise steigen, kommt es immer wieder zu Nachahmungen und Fälschungen. Der Unterschied zu den Originalen kann oft nur von Sachverständigen festgestellt werden. Allerdings erfordern wirklich täuschend echt wirkende Fälschungen hochwertiger Stücke meist einen sehr hohen Aufwand an Material und Handarbeit, so dass selbst ein Preis, der eigentlich einem Original angemessen wäre, die Fälschung oft nicht lohnend erscheinen lässt. Häufig sind daher Verfälschungen anzutreffen, bei denen originale Stücke verändert werden, um ein höheres Alter vorzutäuschen oder um stärker nachgefragte Objekte zu erhalten. So werden häufiger anzutreffende Kleiderschränke zu eigentlich selteneren aber besonders gesuchten Vitrinen umgebaut. Auch an sich alte Einzelteile, die zu einem neuen Objekt zusammengefügt werden, kommen häufig vor. Im einfachsten Fall werden beispielsweise ein alter Sekretär und das Oberteil eines Aufsatzschrankes zum Aufsatzsekretär miteinander verbunden, was unter Sammlern treffend „Marriage“ genannt wird. Es sind Fälle bekannt, in denen aus alten Möbelteilen (Schranktüren, Schubladen, Zierleisten, Beschläge usw.) unter Verwendung von altem Holz (z. B. aus Abbruchhäusern) in teils industriellem Umfang neue Möbel gebaut wurden, die auch in Kaufhäusern angeboten wurden. Bei solchen Praktiken ist die Grenze zur legitimen Restaurierung mit altem Material oft fließend.
Hinzu kommt, dass bereits im 19. Jahrhundert, zur Zeit des Historismus, solche Kombinationen aus alten Teilen gebaut wurden, die heute durch ihr Alter von mehr als 100 Jahren noch schwerer zu erkennen sind, andererseits aber schon selbst als Antiquitäten gelten können. Gleiches gilt etwa auch für die in dieser Zeit nach altem Vorbild neu hergestellte Keramik, die durch die weitgehend gleichartige Art des Handwerks und des verwendeten Materials oft nur von Fachleuten bestimmt werden kann.
Das Fälschen von Antiquitäten ist in Deutschland kein eigenständiges Delikt, sondern wird als Betrug § 263 StGB und ggf. Urkundenfälschung § 267 StGB bestraft. Die Herstellung von Nachahmungen als solchen (auch mit künstlichen Altersspuren) ist somit nicht strafbar, wohl aber der betrügerische Verkauf als angebliches Original, ggf. auch mit gefälschten Schriftstücken, die das Alter oder die Herkunft aus einer bekannten Sammlung beweisen sollen. Beim Kauf im Fachhandel, bei Antikmessen oder seriösen Auktionshäusern ist es meist möglich, sich vom Verkäufer eine Bescheinigung über die Echtheit ausstellen zu lassen und im Zweifelsfall die Rücknahme zu verlangen. Beim Kauf auf Flohmärkten oder Auktionen gilt dagegen meist der Grundsatz "gekauft wie gesehen", der die Rückgabe bei Aufdeckung einer Fälschung ausschließt.

## Epochen und Stile
Die zeitliche Zuordnung erfolgt oft in Anlehnung an die kunsthistorischen Epochen. Diese beziehen sich auf den jeweiligen Sprach- und Kulturraum und können daher voneinander abweichen. In den Kulturkreisen Afrika, Amerika und Asien gelten andere Epochenbezeichnungen als in Europa. Außerdem ist zu bedenken, dass sich die Stile z. B. bei Möbeln und Beiwerk nicht immer gleichlaufend mit den Baustilen entwickelt haben, sondern oftmals später und zum Teil auch unter anderen Bezeichnungen.
Man kann Antiquitäten durch die Betrachtung der handwerklichen Details unterscheiden, wobei sich Beginn und Ende einzelner Stilperioden nicht eindeutig auf bestimmte Jahre festlegen lassen. Teilweise wurden Details der vorigen Epoche übernommen, Neues wurde entwickelt – oft als Gegensatz zum Vorherigen – und es kam zu einer Hochblüte eines Stils. So sind Jahresangaben für den Beginn oder das Ende einer Epoche nur eine Art Rahmen.
Auch ursprünglich ganz alltägliche Gebrauchsgegenstände wie z. B. Küchengeräte können mit entsprechendem Alter gesuchte Antiquitäten sein. Viele Antiquitätenhändler haben sich im Laufe der Zeit auf einige wenige Stilrichtungen oder Antiquitätengattungen (z. B. Möbel, Uhren, Porzellan usw.) spezialisiert.
Die nachfolgende Einteilung bezieht sich zunächst auf den deutschen Sprachraum.

### 11. bis 20. Jahrhundert

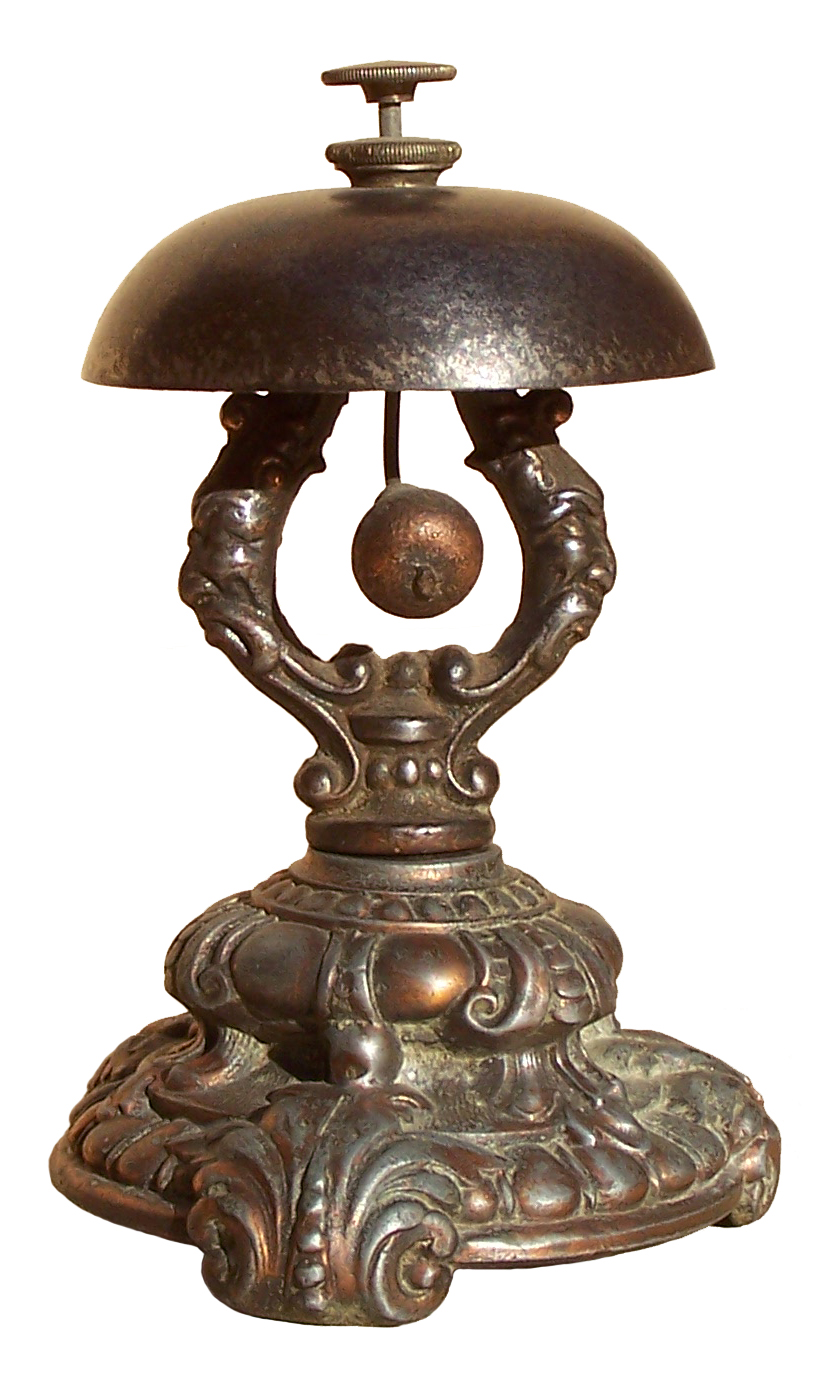
Alte Hotelklingel

| 11.–13. Jahrhundert             | Romanik         |
| 12.–16. Jahrhundert             | Gotik           |
| 15.–16. Jahrhundert             | Renaissance     |
| 16. Jahrhundert                 | Manierismus     |
| 1600–1770                       | Barock          |
| 1720–1770                       | Rokoko          |
| 1760–1830                       | Klassizismus    |
| 1790–1840                       | Romantik        |
| 1830–1870                       | Realismus       |
| 1850–1900                       | Historismus     |
| 1860 bis Anfang 20. Jahrhundert | Impressionismus |
| 1870–1890 (Gründerzeit)         | Symbolismus     |
| 1890–1920                       | Jugendstil      |

### Moderne
Für die Moderne (ca. 1900 bis 1950) sind folgende Stilrichtungen einschlägig:
- Expressionismus
- Kubismus
- Futurismus
- Dadaismus
- Surrealismus
- Konstruktivismus
- Art déco
- Bauhaus

## Neue Entwicklung
Zunehmend werden Kunst und Antiquitäten zusammen angeboten. So gibt es eine Kunst- und Antiquitätenmesse seit 1969 in Hannover-Herrenhausen und Hamburg, 1973 wurde in der Deutschen Demokratischen Republik (DDR) der Außenhandelsbetrieb Kunst und Antiquitäten GmbH gegründet der auch unter Zwang von Sammlern zur Begleichung angeblicher Steuerschulden übernommene Objekte gegen Devisen in den Westen verkaufte.
Es gibt heute Überschneidungen mit der Tätigkeit von Museen, da sich einerseits Antiquitäten oft in privaten Sammlungen befinden, andererseits aber auch von staatlicher Seite Ankäufe erfolgen. Häufig werden von Museen auch Stücke aus privaten Sammlungen für Ausstellungen vorübergehend entliehen oder es gelangen privat aufgebaute Sammlungen durch Erbschaft oder Kauf dauerhaft in Museumsbesitz.